# Moravicai Értelmiségi Fórum
A Moravicai Értelmiségi Fóum (MÉF) egy délvidéki magyar ifjúsági szervezet, amelyik 1999-ben alakult meg az akkori Jugoszláviában, a vajdasági Bácskossuthfalván, de hivatalos bejegyzését majd csak 2000-ben hagyták jóvá az illetékes hatóságok.

## A MÉF előtörténete, avagy úton a megalakulásig
A Moravicai Értelmiségi Fórumot nonprofit alapon működő, elsősorban az ifjúsági kérdésekkel (és problémákkal...) foglalkozó civilszervezetként hozták létre bácskossuthfalvai fiatalok. Az alapelképzelés az volt, hogy alapítványi és donátori támogatásokból működtetett szervezetük önállóan, a politikumtól függetlenül valósítja meg céljait.
A kezdeményezők 1999-ben, kezdetben még csak jószerivel egy kisebb baráti körben vitatták meg a szervezet létrehozásával kapcsolatos elképzeléseiket. Ezekből a beszélgetésekből alakult ki egy kisebb szervezői csoport - elsősorban a faluból származó és rendszeresen hazajáró egyetemistákból és középiskolásokból -, akik tevékenységüket és életüket alapvetően helyben, Bácskossuthfalván képzelték el.
A kezdeményezők szerettek volna létrehozni egy olyan közösségi központot, egy találkozóhelyet, ahová a helyi fiatalok szinte bármikor betérhetnek, lényegében egy klubot, ahol "nyugodt körülmények között le lehet ülni, beszélgetni, újságot olvasni és megvitatni az aktuális eseményeket".
A MÉF-nek tehát nem voltak nagyobb, a délvidéki magyar közösségre vagy annak érdekképviseletére kiterjedő elképzelései, nagyobb és koncepcióban elképzelt tágabb célkitűzései, a bácskossuthfalvai fiatalok helyben szerették volna rendezni és megoldani a helyi dolgaikat.

## A szervezet megalakulása, bejegyzése, működése
A település közgyűlése 1999 nyarán döntött arról , hogy átadja használatra az épp akkor megürült úgynevezett Jegyzőház használaton kívüli épületét a még be sem jegyzett szervezetnek.
A bejegyzés folyamata különböző akadályok miatt mintegy egy esztendeig húzódott, de a kezdeményező bizottság időközben is folyamatosan tevékenykedett. A Jugoszláv Szövetségi Köztársaság igazságügyi minisztériuma végül 2000 júniusában értesítette a MÉF képviselőit arról, hogy elfogadták a szervezet bejegyzésére benyújtott kezdeményezésüket.
Az időközben eltelt mintegy bő egy év alatt a kezdeményezők igen jó kapcsolatokat építettek ki más hasonló helyi és távolabbi szervezetekkel.
A rossz állapotban lévő Jegyzőház épületét elsősorban önkéntes munkát vállaló fiatalok segítségével 2000 őszére szinte teljesen felújították. A MÉF mellett több más szervezet is intézmény is helyet kapott az épületben: itt kezdett működni többek között a falu könyvtára, a Teleház, és a Kosztolányi Dezső Diáksegélyező Egyesület is. Az volt a szervezők elképzelése, hogy a Jegyzőházat egyfajta közösségi házként üzemeltessék.
A felújított épület megnyitó ünnepséget 2000. november 18-án tartották meg.